# Tempelsvala
För rostgumpsvala, se Cecropis rufula.
Tempelsvala (Cecropis daurica) är en fågel i familjen svalor inom ordningen tättingar.

## Utseende
Tempelsvalan är en rätt stor svala med en kroppslängd på 19 centimeter. Den är mycket lik rostgumpsvalan (och av vissa ansedd som en underart till denna) med blåsvart ovansida, svart undergump, rostfärgad övergump och längsstreckad undersida. Tempelsvalan skiljer sig dock genom större storlek, kraftigare streckning undertill och avsaknad av eller otydligt rostfärgat band i nacken (detta kan dock vara ofullständigt även hos vissa populationer av rostgumpsvala).

## Utbredning och systematik
Tempelsvala tillhör ett artkomplex där artgränserna är under diskussion. Traditionellt omfattar tempelsvalan bestånd i Sydöstasien, under det vetenskapliga namnet Cecropis striolata. Syd- och östasiatiska bestånd vanligen placerade i rostgumpsvalan är dock mer lika tempelsvala i fjäderdräkten och övergången är klinal, så pass att rostgumpsvalans taxon japonica är i stort sett identisk med tempelsvalans mayri. Sedan 2024 för därför IOC över dessa från rostgumpsvalan till tempelsvalan, däribland typtaxonet daurica, varvid rostgumpsvala i begränsad mening får ett nytt artepitet, rufula. Daurica har även prioritet före tempelsvalans striolata, vilket medför att även tempelsvalan byter artepitet, till daurica. Denna linje följs här.
Enligt IOC delas tempelsvalan in i åtta underarter, med följande utbredning:
- Cecropis daurica daurica – förekommer i nordöstra Kazakstan och Mongoliet till sydcentrala Kina
- Cecropis daurica japonica – förekommer i sydöstra Sibirien, på Koreahalvön och från Japan till södra Kina
- Cecropis daurica nipalensis – förekommer från Himalaya till norra Myanmar
- Cecropis daurica erythropygia – förekommer i centrala Indien
- Cecropis daurica mayri – förekommer i nordöstra Bangladesh, nordöstra Indien, norra Myanmar och södra Kina
- Cecropis daurica stanfordi – förekommer i östra Myanmar, norra Thailand och Indokina
- Cecropis daurica vernayi – förekommer i södra Myanmar och västra Thailand
- Cecropis daurica striolata – förekommer på Taiwan och Filippinerna (utom Suluarkipelagen) samt från Java och Bali till Wetar och Timor i Små Sundaöarna

### Uppträdande i Europa
Tempelsvalan är en mycket sällsynt gäst i Europa. Två fynd finns av individer tillhörande antingen underart daurica eller japonica, dels 16 juni 2013 vid Ottenby på Öland, dels 2 juli 2020 vid Segerstads fyr, även det på Öland.

### Släktestillhörighet
Tempelsvala placerades tidigare tillsammans med exempelvis ladusvalan i släktet Hirundo, men genetiska studier visar att den tillhör en grupp som står närmare hussvalorna i Delichon. De har därför lyfts ut till ett eget släkte, Cecropis.

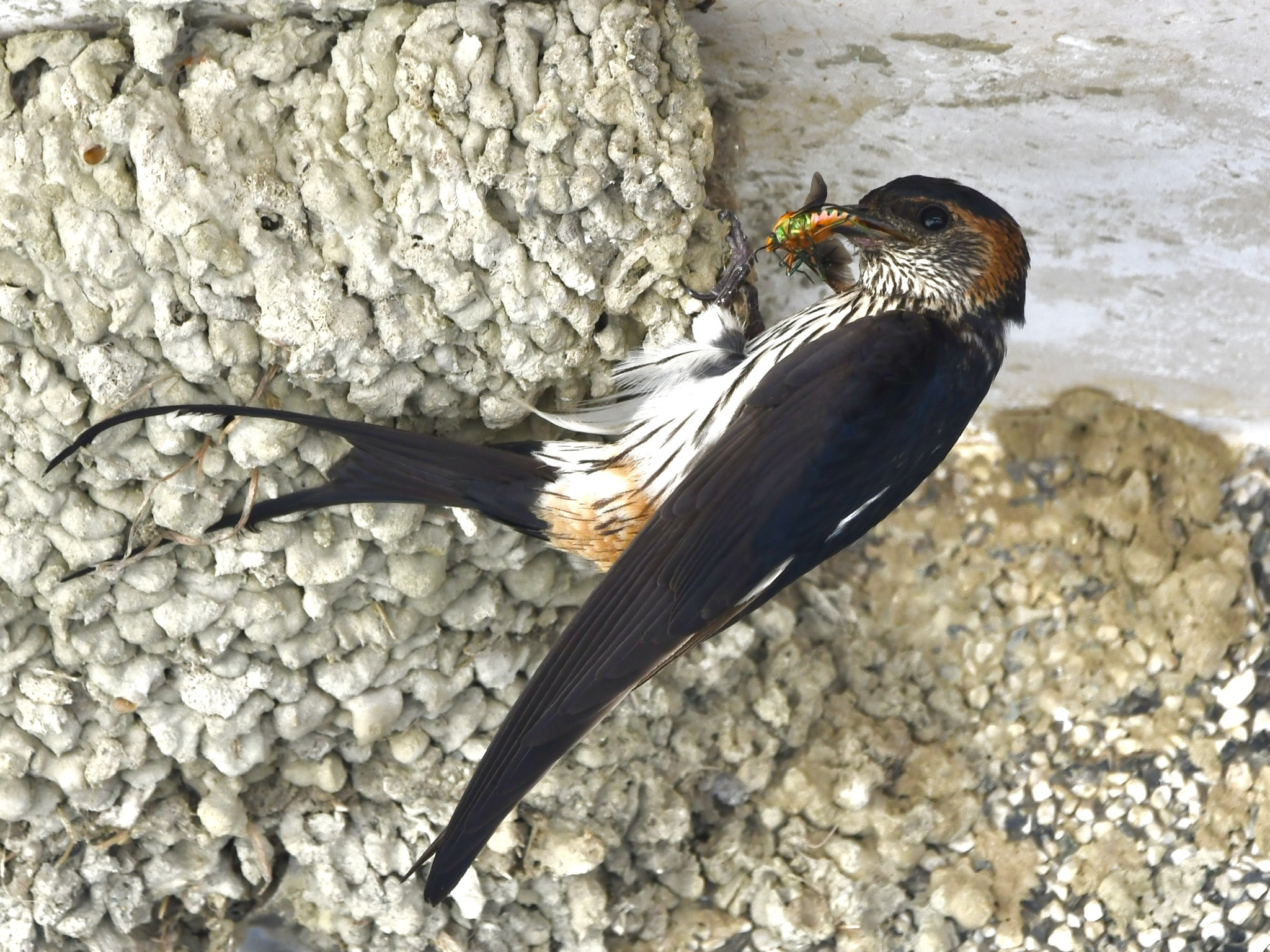

## Status
IUCN kategoriserar Cecropis daurica som livskraftig, men inkluderar även malackasvalan, rostgumpsvalan och bysvalan i bedömningen.